# Coritanos
Los coritani (Corieltavi o Corieltauvi) eran un pueblo celta del nordeste de Inglaterra, con base en la zona de Leicester. 
Limitaban al noroeste con los brigantes, al oeste con los cornovii y dobunni y al sur con los catuvellauni y los iceni.

## Características

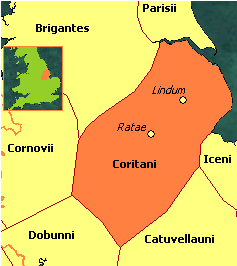
Territorio de los coritani.

Los coritani no estaban unificados bajo un mando común. La existencia de dos o tres inscripciones en sus monedas sugieren la coexistencia de varios reyes o caudillos.
No era un pueblo especialmente agresivo y fue bastante receptivo al dominio romano, en parte por encontrarse entre estos y los belicosos brigantes.
Ptolomeo en su Geografía menciona dos ciudades:
- Ratae Corieltavorum (Leicester), capital del territorio en época romana y la más extensa de las ciudades de los coritani.
- Lindum (Lincoln) la segunda en extensión y fundamental para el control romano del norte.

Otros asentamientos de grandes dimensiones se encontraban sobre el río Witham, en Lincoln,  en Dragonby cerca del estuario del río Humber, en la confluencia del río Trent, y en Sleaford.
Sus poblados se encuentran en terrenos bajos, son dispersos y consiguientemente extensos en superficie y carecen de una organización interna relativamente compleja.
Se han encontrado restos de otros dispersos en Lincolnshire (Ancaster, Owmby, Ludford, Horncastle y Spilsby) y en Northamptonshire (Duston, Irchester y Kettering).
Son raras las fortificaciones en colinas, solo unas pocas en el valle del río Soar.
Sin embargo lo habitual eran pequeños grupos de chozas redondas rodeando una cabaña central, ocupando un espacio de no más de una hectárea, a menudo rodeado por empalizadas y zanjas, que eran habitados probablemente por una única familia y sus dependientes. Estas granjas, situadas habitualmente en el valle de los ríos agrupaban a la mayor parte de la población de la tribu.
En la región sur del territorio había depósitos superficiales de mineral de hierro, recurso que fue explotado por este pueblo. 
Otra recurso de los Coritani era la producción de sal, que obtenían por evaporación del agua del mar a lo largo de la costa en la región de Ingoldmells y Skegness.
Las monedas acuñadas (probablemente en Sleaford) por los coritani proveen de información acerca de este pueblo. Las primeras datan de alrededor del 80  a. C. y eran de oro, de diseño similar a las galas, con diseños ecuestres en el anverso y sin inscripciones. Alrededor del 50 empezaron a acuñar monedas de plata (caballos en el reverso, pero con la imagen de un Jabalí en el anverso) y en el siglo siguiente empezaron a aparecer monedas con inscripciones.
A lo largo de la región, especialmente en el sur, se han encontrado un gran número de monedas oriundas del continente, lo que indica fuertes vínculos comerciales con las tribus belgas.

## Historia
Los coritani pese a ser un pueblo pacífico y no contar con una organización compleja supo mantener su autonomía, una relativa riqueza y buenas relaciones comerciales con sus vecinos, especialmente los parisii.
En el 44 la Legio IX Hispana avanzó sobre el territorio de la tribu y ocupó Ratae. El año siguiente extendió el avance romano hacia Lincoln, con lo que el gobernante principal de los coritani, Volisios (secundado por tres jefes, Dumnocoveros, Dumnovellaunus y Cartivelios) se retiró al norte refugiándose en territorio de los parisii.
En los primeros años de la dominación romana, a mediados del siglo I, el gobernador de Britania Publius Ostorius Scapula construyó una zanja como línea de defensa contra los brigantes, la Fosse Way, atravesando territorio de los coritani. Esta se convertiría después en una carretera, que uniría Exeter con Lincoln.

## Britania 54a.C.-siglo IV

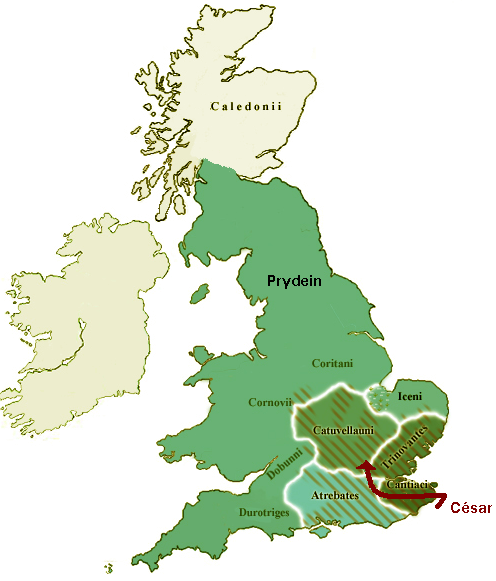
Britania, 54 a. C. (invasión de César)
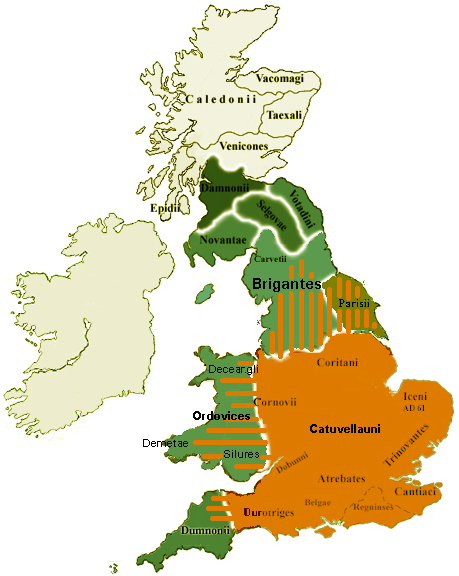
Britania, segunda invasión romana
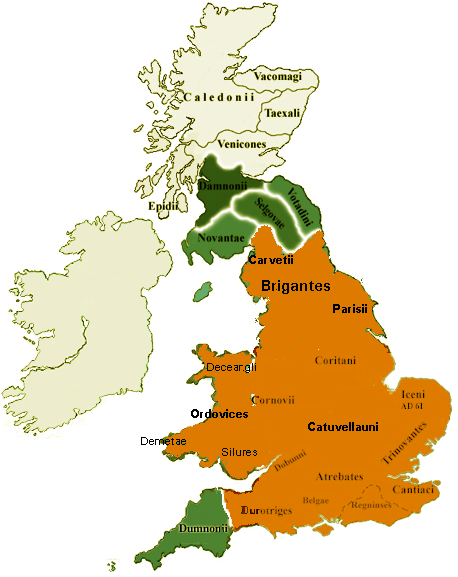
Britania, 79  d. C.
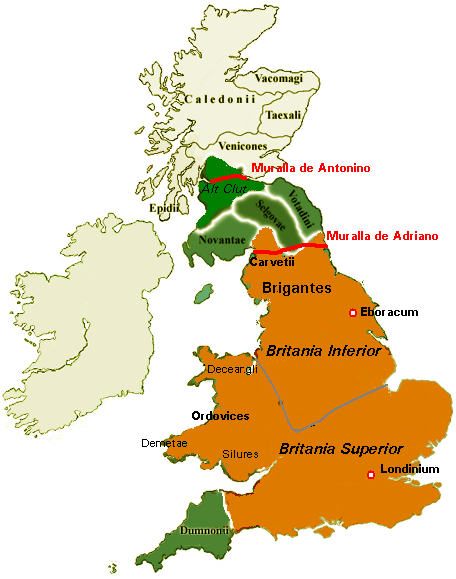
Britania, siglo II
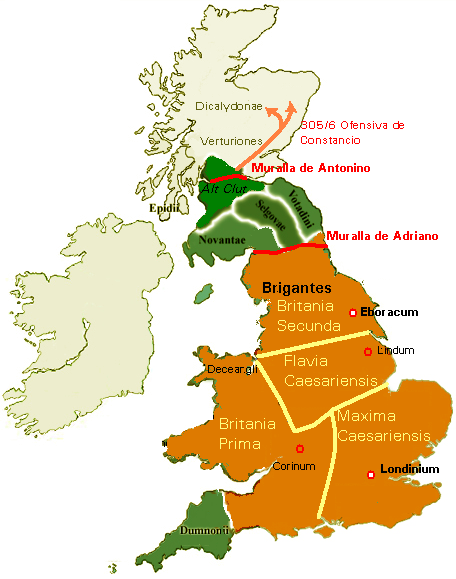
Britania, reorganización de Constancio (siglo IV)